# 다마르

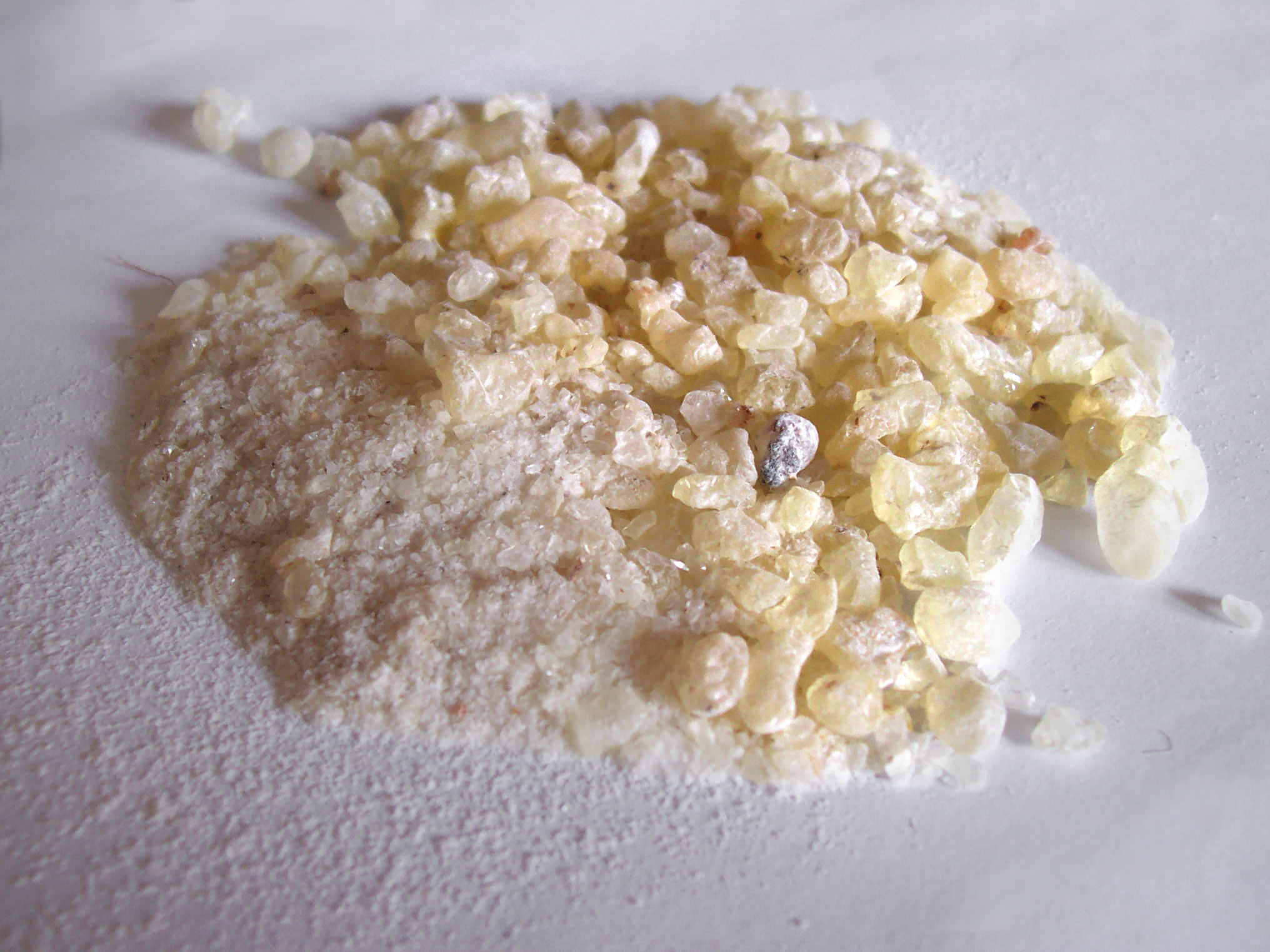

다마르(dammar)는 인도와 동남아시아의 딥테로카르푸스과 식물에서 획득한 나뭇진이다. 감람나무속의 일부 종들의 나뭇진 또한 다마르로 부른다. 대부분이 나무에 꼭지를 내어 액을 받아서 만든다. 그러나 일부는 땅에서 화석화된 형태로 수집된다. 이 나뭇진은 투명한 것에서 창백한 노란색에 이르기까지 색이 다양한 반면 화석화된 형태는 회색-갈색을 나타낸다. 대부분의 저분자량의 화합물들이지만 다마르는 폴리카디닌(polycadinene)으로 구성된 중합조각을 포함할 수도 있다. 다마르라는 이름은 나뭇진을 의미하는 말레이어 단어가 기원이다.

## 종류
- 다마르 마타 쿠킹(Damar mata kucing)
- 다마르 바투(Damar batu)
- 다마르 히탐(Damar hitam)